# Senegambia en Niger

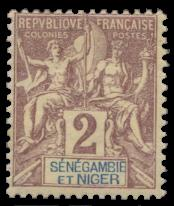
Postzegel uit Senegambia en Niger

Senegambia en Niger (Frans: Sénégambie et Niger) was een Franse kolonie in West-Afrika en onderdeel van Frans-West-Afrika. Het gebied kwam overeen met delen van de huidige landen Niger, Mali en Burkina Faso. De kolonie werd in 1902 opgericht door het samenvoegen van Opper-Niger en Midden-Senegal (tot 1899 beide onderdeel van Frans-Soedan). In 1904 werd de kolonie gereorganiseerd en hernoemd tot Opper-Senegal en Niger.